# Walter Michael Rafelsberger
Walter Michael Rafelsberger (* 3. Oktober 1978  in St. Johann in Tirol) ist österreichischer Filmemacher und Medienkünstler.

## Leben
Rafelsberger wächst als evangelischer Lehrerssohn in Kirchdorf in Tirol auf. 1986 kommt es zum ersten Kontakt mit einem Computer. Bis 1990 lernt er autodidaktisch Graphik- und Spieleprogrammierung in BASIC auf einem Commodore PET 2001. 1997 schließt er den Besuch des Bundesgymnasiums St. Johann in Tirol mit der Matura ab. Fächerübergreifend in Informatik und Bildnerische Erziehung zu maturieren wird ihm untersagt. Ab 1994 arbeitet er an seinen ersten Videos, es folgt eine intensive Beschäftigung mit Video und 3D-Animation.
1998 wird er zum Studium MultiMediaArt an der Fachhochschule Salzburg mit Spezialisierung auf 3D-Animation aufgenommen. Sein Ziel ist es, im Bereich Computerspieledesign Fuß zu fassen. Mit der Erkenntnis, dass die  Spieleentwicklerszene im Laufe der 90er Jahre stark kommerzialisiert wurde, kommt jedoch die Ernüchterung und andere Interessen drängen in den Vordergrund, vor allem in Richtung Film sowie künstlerische Projekte im Medienbereich.
2001 entsteht gemeinsam mit Markus Loder-Taucher der Animationsfilm Raumstation Kuhbase, der beim Film:riss Festival der Publizistik Salzburg 2001 den Hauptpreis erhält und im Rahmen des Projekts „sirup.tv“ für den Förderpreis Prix MultiMediaAustria 2001 nominiert wird. Im Frühjahr kommt es zum ersten Kontakt mit dem Regisseur Virgil Widrich. Noch während des Studiums beginnt die intensive Arbeit an dem Animationsfilm Fast Film, der 2003 bei den Internationalen Filmfestspielen von Cannes seine Premiere feiert.
Im Sommer 2003 beginnt Rafelsberger in Anlehnung an Gilles Deleuzes und Félix Guattaris Tausend Plateaus mit der Konzeption von „RhNav – Rhizome Navigation“.
Im Zuge der Krise rund um die „Diagonale-Festival des österreichischen Films“ 2004 arbeitet Rafelsberger im Kernteam bei der Reorganisation und erfolgreichen Neuausrichtung des Festivals in nur drei Monaten.
In Zusammenarbeit mit „checkpointmedia AG“ entsteht im Herbst 2004 die Videoinstallation Collage Hans Moser 1880-1964 für das Österreichische Theatermuseum.
Die mehrmonatige Arbeit an dem Video Sonntagsblüte zur gleichnamigen Musik von „kilo“ (Markus Urban und Florian Bogner) wird abgeschlossen und wird im September 2005 erstmals gezeigt.
Walter Michael Rafelsberger lebt in Kössen (Tirol).

## Werke
- Sonntagsblüte, Video, BetaSP, 5 Min., A, 2004, Konzept und Realisation
- Collage Hans Moser 1880-1964, Installation, 8 Min., A, 2004, Schnitt
- RhNav – Rhizome Navigation, Interface Framework, WWW, A, 2003, Konzept und Realisation
- Fast Film Kurzfilm, 35mm, 14min., A/LUX, 2003, Animationsleitung, Animation
- Raumstation Kuhbase, Kurzfilm, BetaSP, 12min., A, 2001, Konzept und Realisation gemeinsam mit Markus Loder-Taucher

## Preise
- Film:riss Festival 2001, Hauptpreis Kategorie “Fiction” für Raumstation Kuhbase
- Nominierung Förderpreis Prix MultiMediaAustria 2001 für sirup.tv

## Festivals / Ausstellungen
- FILE - ELECTRONIC LANGUAGE INTERNATIONAL FESTIVAL, 2006, Rio de Janeiro, RhNav - Rhizome Navigation
- NCC05, 2005, Graz, RhNav - Rhizome Navigation
- Galerie dreizehnzwei, 2005, Wien, Sonntagsblüte im Rahmen des sonic zoom screenings
- FILE - ELECTRONIC LANGUAGE INTERNATIONAL FESTIVAL, 2005, São Paulo, RhNav - Rhizome Navigation
- Österreichisches Theatermuseum, 2004, Wien, Collage Hans Moser 1880-1964
- Poolbar Festival, 2003, Feldkirch, Raumstation Kuhbase
- FAK 01 - Festival der Wiener Filmakademie, 2001, Wien, Raumstation Kuhbase
- Film:riss Festival, 2001, Salzburg, Raumstation Kuhbase